# Друри, Херберт
Херберт Джозеф «Херб» Друри (англ. Herbert Joseph "Herb" Drury; 2 марта 1895, Мидленд, Онтарио — 30 июля 1965, Aspinwall Veterans Hospital, Пенсильвания) — американский хоккеист, защитник

## Биография
Херберт Друри родился 2 марта 1896 года в Мидленде, штат Онтарио, Канада. Спортивную карьеру Херьерт начал в 1914 году в команде «Мидленд Сеньёрз» лиги Хоккейная Ассоциация Онтарио (1890-1979).  В 1916 году он переехал в Питтсбург (штате Пенсильвания, США), где начал играть за клуб Питтсбург Йеллоу Жакетс на арене Дюкесен Гарден, но Херберт был призван в армию и продолжил спортивную карьеру после первой мировой войны.
В 1920 году он был включён в состав сборной США по хоккею с которой участвовал в первом олимпийском хоккейном турнире, который входил в программу летних олимпийских игр. Сборная США заняла второе место, а Херберт забросил 10 шайб.
Через четыре года в Шамони состоялись первые зимние Олимпийские игры. Сборная США вновь завоевала серебряные медали на втором олимпийском хоккейном турнире. Друри, игравший за сборную, забросил 23 шайбы.
После Олимпиады, в 1925 году, был включён в состав команды Питтсбург Пайрэтс, Национальная хоккейная лига.
В 1930 команда переехала в Филадельфию и изменила название на Филадельфия Квакерз и через год рассформировалась. Херберт Друри закончил свою спортивную карьеру.